# Сахат-кула у Пироту
Сахат-кула у Пироту је највероватније подигнута крајем 18. века. 

## Историја
Једини досад познати описи пиротске сахат–куле потичу из друге половине ХIХ века, из 1864. и 1872/73.године.  За изградњу сахат-куле у Пироту био заслужан турски спахија Муталиш, звани Кожушко. Он је саградио сахат–кулу од новца пронађеног на својој њиви код пиротског села Велики Јовановац.
Сахат–кула у вароши Пирот била је међу народом позната само као Кула. Како се налазила у центру вароши, око ње се одвијао трговачки живот. У другој половини ХIХ века око сахат–куле, па према Каменој ћуприји на речици Боклуџи налазила се чаршија са две кафане и једном чесмом. Тако је, извесни Сулејман Смаиловић имао дућан са плацем код Куле, чија се маса продавала 16. маја 1881. У извештају пиротског начелства из 1882. године пише да је око сахат-куле постојала велика пијаца, за коју се препоручивало калдрмисање, ради лакшег одржавања чистоће.
Једном приликом, 80-их година ХIХ века, спречен је покушај рушења сахат-куле и забележено је: „Али коме је сметала она живописна сахат-кула те је и она данас у развалинама“. Онај који је обуставио рушење питао је Пироћанце зашто хоће да сруше сахат–кулу. Одговорили су му да би се за сам камен могло узети сто дуката. „Шта они знају да се такав украс једне вароши не би могао назидати ни за 4-5000 дуката. Страст за рушењем и развлачењем, и ништа више.“  Сахат– кула знатно је оштећена у српско–бугарском рату, новембра 1885, када је српска војска, приликом повлачења из Пирота, минирала динамитом барутни магацин код градића Кале. Напуштајући Пирот у децембру исте године, бугарска војска је однела као ратни плен сат и звоно, те је 1889. забележено да „торањ“ у центру града, код кога се окупљала екипа такмичара у стрељаштву, није имао „добош и сат“. Камен са сахат-куле искоришћен је за грађење других зграда у том периоду. Бугари су вратили звоно и оно се тренутно налази у Пазарској цркви. 
Остаци Куле су уклоњени у мају 1928. године када су уклоњени и остаци Цареве џамије. На том месту је изграђена чесма као и парк.
Сахат - кула је данас само успомена на разгледницама Пирота. Тако је једну илустровао Лудвик Куба док је био на пропутовању кроз јужну Србију.  Остаци сахат-куле видљиви су и на старој фотографији пиротске пијаце похрањеној у дигиталној библиотеци Националне библиотеке Француске.

## Изглед
Сахат–кула се налазила у центру вароши, у близини Цареве џамије, преко пута Рабеновог здања, код паркинга некадашње Мале пијаце, односно данас између хотела и робне куће у Пазару. Часовник се налазио на врху озидане куле. Имала је квадратну основу, која се сужавала како је кула ишла у висину. Била је озидана од тесаног камена са украсним орнаментима и висока осам до десет метара. Испод крова налазило се звоно повезано са сатом на једној страни. На зидовима сахат-куле налазили су се и отвори (пушкарнице) са страна, кроз које је продирала оскудна светлост у унутрашњост. Од улазних врата до сата са звоном водиле су дрвене степенице. Забележено је да се избијање звона за пуни сат чуло по тихом времену и до Беле Паланке, односно „на два сата хода у даљину", што значи да је сат био без мина, тј. сат је откуцавао само пуне сате, никад полусате или четврти.